# Bezeichnungssystem für Luftfahrzeuge der US-Streitkräfte
Das Bezeichnungssystem für Luftfahrzeuge der US-Streitkräfte legt fest, wie Luftfahrzeuge der Streitkräfte der Vereinigten Staaten offiziell klassifiziert und bezeichnet werden. Manche dieser Bezeichnungen und Namen, wie B-52, X-15, Hercules, Phantom sind auch allgemein bekannt.
Das heutige System gilt seit 1962, als das US-Verteidigungsministerium die bis dahin unterschiedlichen Gliederungen von Heer, Air Force und Marine (einschließlich Marine Corps und Küstenwache) vereinheitlichte. Es basiert auf dem seit 1948 angewendeten Benennungsschema der US Air Force. Zum Stichtag 18. September 1962 erhielten daher einige wenige Luftfahrzeuge der Air Force, aber viele des Heeres und der Marine neue Bezeichnungen. Die Regeln und deren Anwendung werden durch die jeweils aktuelle Fassung einer Anweisung der US-Streitkräfte festgelegt (AFI 16-401 (Lit.: [1])).

## Hauptbestandteile
| Kennbuchstabe | Einsatzzweck                       |
| ------------- | ---------------------------------- |
| A             | Attack (Bodenangriff)              |
| B             | Bomber                             |
| C             | Cargo (Transport)                  |
| E             | Electronic (Elektronik)            |
| F             | Fighter (Jagdflugzeug)             |
| L             | Laser                              |
| O             | Observation (Beobachtung)          |
| P             | Patrol (Seepatrouille/-aufklärung) |
| R             | Reconnaissance (Aufklärung)        |
| S             | Anti-Submarine (U-Boot-Bekämpfung) |
| T             | Trainer                            |
| U             | Utility (Mehrzweck/Unterstützung)  |
| X             | Experimental (Forschung)           |

Bezeichnungsschema mit Beispielen

### Überblick
Eine offizielle Bezeichnung für ein Luftfahrzeug der US-Streitkräfte – genannt Mission Design Series (MDS) – besteht aus mindestens drei Komponenten, hier am Beispiel F-16A:
Von links beginnend steht zuerst ein einzelner Kennbuchstabe für den Haupteinsatzzweck (F für Jagdflugzeug). Nach einem Bindestrich folgt rechts daneben die laufende Entwurfsnummer für diesen Einsatzzweck (16 für den sechzehnten Entwurf eines Jagdflugzeuges). Daran schließt sich ein Buchstabe für die Variante an (A für die erste Variante).
Ein vierter Bezeichner für den Luftfahrzeugtyp kommt hinzu, falls es sich nicht um ein „Standard-Flugzeug“ handelt. Der Typenkennbuchstabe steht unmittelbar links des Bindestrichs, davor kommt immer zusätzlich ein zweiter Kennbuchstabe für den Einsatzzweck. So erhalten Hubschrauber zunächst ein H und dazu beispielsweise ein C (für Cargo = Fracht) beim CH-53A.
Diese drei beziehungsweise vier Hauptangaben können ergänzt werden durch Kürzel für den Status und den ergänzenden Einsatzzweck. Außerdem gibt es noch den Namen, die Blocknummer und das Hersteller-Buchstabenkürzel, die aber nicht zur offiziellen MDS-Bezeichnung gehören.
Die MDS-Bezeichnung ist gedacht für den internen Dienstgebrauch, Einsatzplanung und offizielle Dokumente, wie technische Handbücher. Möglichst früh in der Entwicklungsphase eines neuen Luftfahrzeugs soll die jeweilige Teilstreitkraft die neue Bezeichnung bei einer speziellen Abteilung des Air Force Materiel Command beantragen, bis diese schließlich von einer Planungsabteilung des Hauptquartiers der Air Force zugewiesen wird. Dabei wird das an sich logische Bezeichnungsschema nicht immer strikt befolgt, so dass es zahlreiche Beispiele für Abweichungen von diesem System gibt.
Nun ist die F-16 allgemein auch als Fighting Falcon bekannt, dieser Beiname ist aber nicht Teil der offiziellen Bezeichnung. Die Auswahl und Zuteilung eines solchen Namens unterliegt zwar auch einem standardisierten Verwaltungsprozess (siehe unten), er dient aber in erster Linie der informellen Kommunikation und der Öffentlichkeitsarbeit.
Alle bereits vergebenen und noch gültigen Bezeichnungen sind in einer Ergänzung zur genannten Anweisung aufgeführt (Lit.: [2]).

### Haupteinsatzzweck
Jedem militärischen Luftfahrzeug der USA wird ein einzelner Großbuchstabe als Kennzeichnung für den Haupteinsatzzweck (basic mission) zugewiesen. Hierfür existieren 13 Buchstaben, die im Einzelnen folgendes bedeuten:
- A (Attack) – Aufspüren und Angreifen feindlicher Boden- und Seeziele. Auch für Gefechtsfeldabriegelung und Erdkampfunterstützung. Letzte vergebene Bezeichnung: A-12. F/A-18 ist abgeleitet von F-18, das zwischenzeitlich verwendete F/A-22 von F-22. Durch die Schreibweise mit Schrägstrich wollen US Navy und USAF die besonderen Fähigkeiten für beide Einsatzzwecke herausstellen, was aber nicht regelkonform ist (siehe auch unter F).
- B (Bomber) – Bombardierung, letzte vergebene Bezeichnung: B-2.
- C (Cargo) – Transport von Fracht oder Truppen. Letzte vergebene Bezeichnung in der neuen Reihe: C-46. Die 2005 und 2006 vergebenen Bezeichnungen C-143 und C-144 setzen allerdings die alte Reihe von vor 1962 fort, bei der C-142 die letzte tatsächlich zugewiesene Bezeichnung war.
- E (Electronics) – elektronische Einsätze. Dazu gehören Aufgaben wie: Elektronische Gegenmaßnahmen, luftgestütztes Frühwarnradar (AWACS, zum Beispiel die E-3) oder luftgestützter Kommando- und Kommunikationsposten (E-4). Letzte vergebene Bezeichnung: E-10.
- F (Fighter) – Abfangen und Zerstören gegnerischer Luftfahrzeuge oder Raketen. Das schließt ausdrücklich Mehrzweckflugzeuge ein, die neben dem Luftkampf auch die Erdkampfunterstützung beherrschen. Dadurch ist eine Bezeichnung wie F/A-18 oder F/A-22 nicht nur falsch, sondern auch überflüssig, F-22 sagt das gleiche aus. Entspricht im weitesten Sinne dem Jagdflugzeug. Letzte vergebene Bezeichnung: F-23 beziehungsweise F-35. Die F-35 müsste eigentlich F-24 heißen, aber als das Verteidigungsministerium im Oktober 2001 die X-35 als Sieger des Joint Strike Fighter-Wettbewerbs verkündete, übernahm es kurzerhand die Modellnummer von der X-Serie in die F-Serie – und dabei ist es dann geblieben. F-117 ist komplett regelwidrig.
- K – Tankflugzeug, wurde 1962 eingeführt, aber nie benutzt, da alle Tanker als Abwandlungen anderer Flugzeugtypen bezeichnet wurden, beispielsweise KA-6 als Tankerversion der A-6 oder der KC-10, die auf der zivilen DC-10 beruht. Die Streitkräfte ließen diesen Kennbuchstaben daher spätestens Mitte der 1980er Jahre fallen.
- L (Laser) – Laser-Waffensystem. Der Kennbuchstaben fällt aus dem Rahmen. Zum einen, weil er nicht wie üblich den Haupteinsatzzweck beschreibt, sondern die Ausstattung, und zum anderen, weil er erst 1997 eigens für den Airborne Laser geschaffen wurde. Letzte und einzige vergebene Bezeichnung: L-1.
- O (Observation) – Beobachten und Berichten der Zusammensetzung und Verteilung gegnerischer Streitkräfte. Letzte vergebene Bezeichnung: O-5.
- P (Patrol) – land- oder seegestützte Seeaufklärung und -patrouille, verbunden mit großer Reichweite und Allwettertauglichkeit. Auch für U-Boot-Bekämpfung und Seeminenlegen. Letzte vergebene Bezeichnung: P-8 (das Multi-mission Maritime Aircraft (MMA) der US Navy auf Basis der Boeing 737-800).
- R (Reconnaissance) – fotografische und elektronische Aufklärung. Ist bis jetzt noch nicht regelgerecht vergeben worden: TR-1 statt R-1. ER-2 ist eine NASA-Bezeichnung. Die SR-71 führt die alte Bomber-Zahlenreihe von vor 1962 fort, da ihr Entwurf ursprünglich in Konkurrenz zur RS-70 stand, einer geplanten Aufklärerversion der B-70.
- S (Antisubmarine) – Suchen, Aufspüren und Angreifen von U-Booten. Letzte vergebene Bezeichnung: S-3.
- T (Trainer) – für Schulungs- und Trainingszwecke. Letzte vergebene Bezeichnung: T-51, eine einmotorige Cessna.
- U (Utility) – Verbindungsflugzeug für Mehrzweck- und Versorgungseinsätze wie Kurzstreckentransport und andere leichte Einsätze. Für Maschinen mit geringer Zuladekapazität. Letzte vergebene Bezeichnung: U-28. U-38 ist abgeleitet von der Herstellerbezeichnung Schweizer SA 2-38. Das Aufklärungs- und Spionageflugzeug U-2 wurde aus Gründen der Geheimhaltung zunächst als U-Flugzeug klassifiziert, aber niemals zu anderen Zwecken denn als Aufklärer oder Versuchsflugzeug eingesetzt.
- X (Experimental) – zur Erforschung und Demonstration neuartiger Technologien und Konzepte in den Bereichen Design, Antrieb und Einsatzmöglichkeiten. Eine Serienproduktion und die Indienststellung bei den Streitkräften ist nicht vorgesehen. Diese X-Reihe wird auch von Organisationen wie der NASA und der DARPA mitverwendet. Sie ist nicht zu verwechseln mit dem X als Statusbezeichnung. Letzte vergebene Bezeichnung: X-53. Siehe auch Liste von Versuchsflugzeugen und X-Flugzeuge der USA.

### Entwurfsnummer
Ein Luftfahrzeug, dessen Entwurf sich wesentlich von schon bestehenden unterscheidet, erhält eine eigene Entwurfsnummer (design number) als maximal dreistellige Zahl. Sie wird innerhalb jeder Einsatzkategorie bei „1“ beginnend aufsteigend vergeben, bei „Nicht-Standard-Flugzeugen“ innerhalb der Luftfahrzeugkategorie. Auf F-14 folgt also F-15 und beides sind grundlegend verschiedene Flugzeuge. Für Entwürfe der Reihen A, B, C, E, F und O, die nach dem Stichtag 1962 ihre Bezeichnung erhielten, startete die Zahlenfolge wieder bei „1“. Die Nummer „13“ ist seither stets ausgelassen worden. In einigen Fällen weicht die Nummerierung vom Schema ab, meist weil eine schon bestehende Modellnummer übernommen wurde, so bei der F-35 (übernommen von X-35), KC-10 (von DC-10) und KC-767 (von Boeing 767).
Da die Zahlenreihen in manchen Kategorien schon einige Male neu begonnen wurden (unter anderem in den Jahren 1911, 1925 und 1948), existieren bestimmte Bezeichnungen mehrfach, zum Beispiel C-32: einmal als Militärversion der Douglas DC-2 ab 1935 und zum zweiten als Boeing 757 der USAF seit 1998. Das führt bei den Streitkräften nicht zur Verwirrung, weil die identisch benannten Typen wegen des zeitlichen Abstandes nicht gleichzeitig im Dienst standen.

### Variante
Um umgebaute oder anders ausgestattete Varianten (series) eines Modells unterscheiden zu können, wird an die Entwurfsnummer ohne Zwischenraum ein einzelner Großbuchstabe angehängt. Die Reihe beginnt mit „A“ und wird in alphabetischer Folge bis „Z“ fortgesetzt. Dabei werden die Buchstaben „I“ und „O“ ausgelassen, um eine Verwechslung mit den Ziffern „1“ und „0“ auszuschließen. Ist die Reihe bei „Z“ angelangt, springt bei der nächsten Variante die Entwurfsnummer auf die nächsthöhere freie Zahl und die Buchstabenreihe beginnt wieder bei „A“. Auf die (fiktive) B-1Z würde also B-3A folgen, da die 2 schon besetzt ist. Am weitesten fortgeschritten sind die Varianten der AH-1 (AH-1Z), der C-135 (EC-135Y) und C-130 (MC-130W).
Auch diese Regel wird nicht immer konsequent angewendet. Auf die C-5-Varianten A bis D folgte nicht E, sondern M. Exportversionen US-amerikanischer Militärflugzeuge erhalten oft einen Kennbuchstaben für das Empfängerland, so bei der E-3F für Frankreich und der F-15S für Saudi-Arabien.
Da dieser Variantenbuchstabe für offizielle Zwecke verpflichtend ist, darf er auch dann nicht weggelassen werden, wenn es gar keine Varianten eines Modells gibt. So muss es korrekt B-2A lauten, B-2 genügt nicht, obwohl es gar keine B-2B gibt.

### Luftfahrzeugtyp
Unter einem „Standardflugzeug“ verstehen die US-Streitkräfte ein bemanntes, angetriebenes Flugzeug mit Tragflächen, das normal startet und landet und sich in der Erdatmosphäre bewegt. Alles andere erhält zunächst einen Kennbuchstaben für den Luftfahrzeugtyp (vehicle type). Zusätzlich muss immer ein Kennbuchstabe für den Einsatzzweck angegeben werden: Also nicht nur H-46A, sondern CH-46A oder UH-46A. Die Entwurfsnummer wird innerhalb der Luftfahrzeugkategorie und nicht in der Missionskategorie hochgezählt.
- D – Boden-Kontrolleinheit für ein unbemanntes Fluggerät (UAV), ist also gar kein Luftfahrzeug. Letzte vergebene Bezeichnung: D-2.
- G – Gleiter, auch Motorgleiter. Letzte vergebene Bezeichnung: G-15.
- H – Hubschrauber, letzte vergebene Bezeichnung: H-73, Schulungshubschrauber für die US-Navy (UH-73A) auf Basis des Leonardo AW119.
- Q – Unbemanntes Fluggerät (UAV). Letzte vergebene Bezeichnung: Q-18.
- S – Raumflugzeug, das sich außerhalb der Erdatmosphäre bewegt und selbständig zum Erdboden zurückkehren kann. Letzte vergebene Bezeichnung: S-1.
- V – VTOL/STOL. Flugzeuge, die senkrecht oder mit sehr kurzer Rollstrecke starten oder landen können. Letzte vergebene Bezeichnung: V-23.
- Z – Für Luftfahrzeuge, die nach dem Prinzip leichter als Luft funktionieren, also Luftschiffe und Ballone. Letzte vergebene Bezeichnung: Z-3, ein Blimp Spector 50 der American Blimp Corporation.

## Zusätzliche Angaben
Den drei beziehungsweise vier obligatorischen Bestandteilen der offiziellen MDS-Bezeichnung können bei Bedarf bis zu zwei weitere offizielle Kennzeichen hinzugefügt werden, für den Status eines Luftfahrzeugs und seinen ergänzenden Einsatzzweck.
Darüber hinaus können Kürzel unter anderem für den Hersteller und die Blocknummer verwendet werden, deren Anwendung aber nicht zentral geregelt ist.
Eine Sonderstellung nimmt der Name ein, der zwar durch die Militärverwaltung zugewiesen wird, aber nicht zum offiziellen Gebrauch gedacht ist.

### Statuskennbuchstaben
Der Statuskennbuchstabe (status prefix) zeigt eine nicht standardgemäße Verwendung eines Luftfahrzeugs an. Sie steht ganz links, vor den übrigen Symbolen, zum Beispiel YC-14 für den Prototyp (Y) des C-14-Transporters. Sechs Buchstaben stehen für den Status zur Verfügung:
- G – Dauerhaft flugunfähig (grounded). Die Maschine kann zum Beispiel für Übungen und Training am Boden genutzt werden, nicht aber für Tests.
- J – Vorübergehende spezielle Tests mit veränderter Ausstattung. Wird verwendet, wenn die Umbauten verhältnismäßig leicht wieder rückgängig gemacht werden können.
- N – Dauerhafte spezielle Tests mit veränderter Ausstattung. Wird verwendet, wenn die Umbauten nur mit unverhältnismäßig hohem Aufwand wieder rückgängig gemacht werden können.
- X – Experimenteller Status. Soll für Luftfahrzeuge in der Entwicklungs- und Testphase benutzt werden, in der auch schon der Erstflug eines neuen Modells stattfinden kann. Ein Status-X-Flugzeug ist aber noch nicht repräsentativ für die spätere Serie und muss oft noch erheblich modifiziert werden. Nicht zu verwechseln mit dem Hauptkürzel X für Forschungsflugzeuge.
- Y – Prototyp. An ihm kann die Leistungsfähigkeit des Entwurfs bewertet werden. Dient als Muster für die Serienfertigung.
- Z – Vorgesehen für die Planungsphase eines Entwurfs.

### Ergänzender Einsatzzweck
Sind Luftfahrzeuge neben ihrer eigentlichen Aufgabe noch für einen zusätzlichen oder speziellen Einsatzzweck (modified mission) vorgesehen, erhält ihre Bezeichnung einen weiteren Kennbuchstaben links neben dem Kennbuchstaben für den Haupteinsatzzweck. Zum Beispiel RC-135 für die Aufklärerversion (R) der C-135. Bei „Nicht-Standard-Flugzeugen“ kann das Hauptkürzel entfallen, also HH-60 und nicht etwa HCH-60. Insgesamt sind 18 Buchstaben reserviert, zehn davon entsprechen denen des Haupteinsatzzwecks.
- A (Attack) – Aufspüren und Angreifen feindlicher Boden- und Seeziele. Auch für Gefechtsfeldabriegelung und Erdkampfunterstützung. Beispiel: AC-130.
- C (Cargo) – Transport von Fracht oder Truppen. Beispiel: CT-43, eine Transportversion des Navigationstrainers der US Navy auf Basis der Boeing 737.
- D (Director) – Zur Steuerung und Kontrolle von Drohnen.
- E (Electronics) – Elektronische Einsätze. Dazu gehören Aufgaben wie: Elektronische Gegenmaßnahmen, luftgestütztes Frühwarnradar (AWACS), oder luftgestützter Kommando- und Kommunikationsposten. Beispiel: EA-6.
- F (Fighter) – Abfangen und Zerstören gegnerischer Luftfahrzeuge oder Raketen. Beispiel: FA-18. F/A-18 und (das vorübergehend benutzte) F/A-22 sind keine korrekten Schreibweisen. FB-111 ist falsch von F-111 abgeleitet.
- H – Such- und Rettungseinsätze (SAR, MedEvac). Beispiel: HH-60.
- K – Luftbetankung. Beispiel: KC-10.
- L – Ausrüstung für Einsätze in den Polarregionen, zum Beispiel Kufen oder spezielle Isolierung. Beispiel: LC-130.
- M (Multimission) – Für vielseitig verwendbare Luftfahrzeuge, in der Regel für Spezialkräfte. Hauptsächlich Hubschrauber (MH-53), auch MC-130. Wird seit einigen Jahren auch für UAVs (MQ-1) benutzt.
- O (Observation) – Aufklärung und Beobachtung gegnerischer Streitkräfte. Beispiel: OA-10.
- P (Patrol) – land- oder seegestützte Seeaufklärung und -patrouille verbunden mit großer Reichweite und Allwettertauglichkeit. Auch für U-Boot-Bekämpfung und Seeminenlegen.
- Q – Drohne, unbemannter Flugkörper, ausgerüstet für Fernsteuerung oder automatische Steuerung. Beispiel: QF-4.
- R (Reconnaissance) – fotografische und elektronische Aufklärung, Beispiel: RF-5.
- S (Antisubmarine) – Suchen, Aufspüren und Angreifen von U-Booten. Beispiel: SP-2.
- T (Trainer) – für Schulungs- und Trainingszwecke, Beispiel: TE-2.
- U (Utility) – Mehrzweck- und Versorgungseinsätze wie Kurzstreckentransport und andere leichte Einsätze. Für Maschinen mit geringer Zuladekapazität. Beispiel: UP-3.
- V (VIP) – Beförderung wichtiger Personen wie z. B. des Präsidenten oder seines Stellvertreters. Beispiel: VC-25 (Air Force One).
- W (Weather) – Meteorologische Einsätze. Beispiel: WC-130.

### Name
Alle Luftfahrzeuge der US-Streitkräfte sollen neben ihrer eher technischen Bezeichnung auch einen Namen erhalten (popular name, Beiname, Schmuckname, volkstümlicher Name), der vor allem für nichtoffizielle Zwecke und Medienberichte gedacht ist, zum Beispiel Galaxy für die C-5 oder Hawkeye für die E-2. Dabei gelten folgende Regelungen: Sobald ein Luftfahrzeug in Serie geht, beantragt die zuständige Teilstreitkraft einen Namen. Es sollen mindestens drei Namen vorgeschlagen werden, die die Aufgabe des Fahrzeugs widerspiegeln und aus höchstens zwei kurzen Worten bestehen. Eine neue Variante rechtfertigt keinen neuen Namen, kann aber bewilligt werden. Hersteller und Teilstreitkräfte können Namen für zukünftige Modelle reservieren.
Das Hauptquartier der Hauptquartiers der Air Force überprüft die Vorschläge auf eventuelle Konflikte mit dem Markenrecht und auf „political correctness“, bevor es einen Namen auswählt und zuweist. Schon dreimal wurde Globemaster vergeben. Hubschrauber der US Army erhalten traditionell Namen von Indianerstämmen (Apache, Chinook, Kiowa, Comanche). Teilweise haben auch einzelne Herstellerfirmen spezifische Namen für ihre Flugzeuge. So tragen die von Grumman entwickelten Jagdflugzeuge der US Navy zum Beispiel traditionell Katzennamen (F4F Wildcat, F6F Hellcat, F8F Bearcat, F-14 Tomcat).

### Blocknummer
Da auch während der oft jahrelang laufenden Serienproduktion immer wieder verbesserte Ausstattungen und Fertigungsmethoden eingesetzt werden, dient eine Blocknummer (block number) zur Unterscheidung dieser Modelle. Die Blocknummern erhöhen sich idealerweise in Fünferschritten (01, 05, 10, 15 usw.) und erscheinen rechts neben dem Variantenbuchstaben, getrennt durch einen Bindestrich, manchmal auch ausgeschrieben „Block“: F-16A Block 10. Nur die Exemplare gleicher Blocknummer sind technisch einigermaßen gleich. Die freigebliebenen Ziffern zwischen den Fünferstufen können für spätere Veränderungen an den Maschinen genutzt werden.

### Herstellerkürzel
Als die USA im Zweiten Weltkrieg viele neue Bomber und Jäger in kurzer Zeit benötigten, ließen sie manche Typen gleichzeitig an mehreren Orten und von verschiedenen Herstellern produzieren. Zur Unterscheidung führten die Streitkräfte zweistellige Buchstabenkürzel für den Hersteller ein (manufacturer code). Die stehen am Ende einer Typenbezeichnung, abgetrennt durch einen Bindestrich. So wurde die Boeing B-29 unter anderem von Boeing selbst gebaut (B-29-1-BW, für Boeing Wichita), von Bell-Atlanta (B-29-15-BA) und von Martin (B-29-45-MO, für Martin-Omaha). Da Militärflugzeuge heutzutage meist in geringeren Stückzahlen zentral produziert werden, hat dieses Kürzel seinen Sinn verloren, wird aber gelegentlich der Vollständigkeit halber noch verwendet.